# Bwilel
Bwilel (en marshallais Bwilil) est un îlot de l'atoll d'Ebon, dans les Îles Marshall. Il est situé à l'est de l'atoll et est inhabité.